# Andreas Köhler (Kameramann)

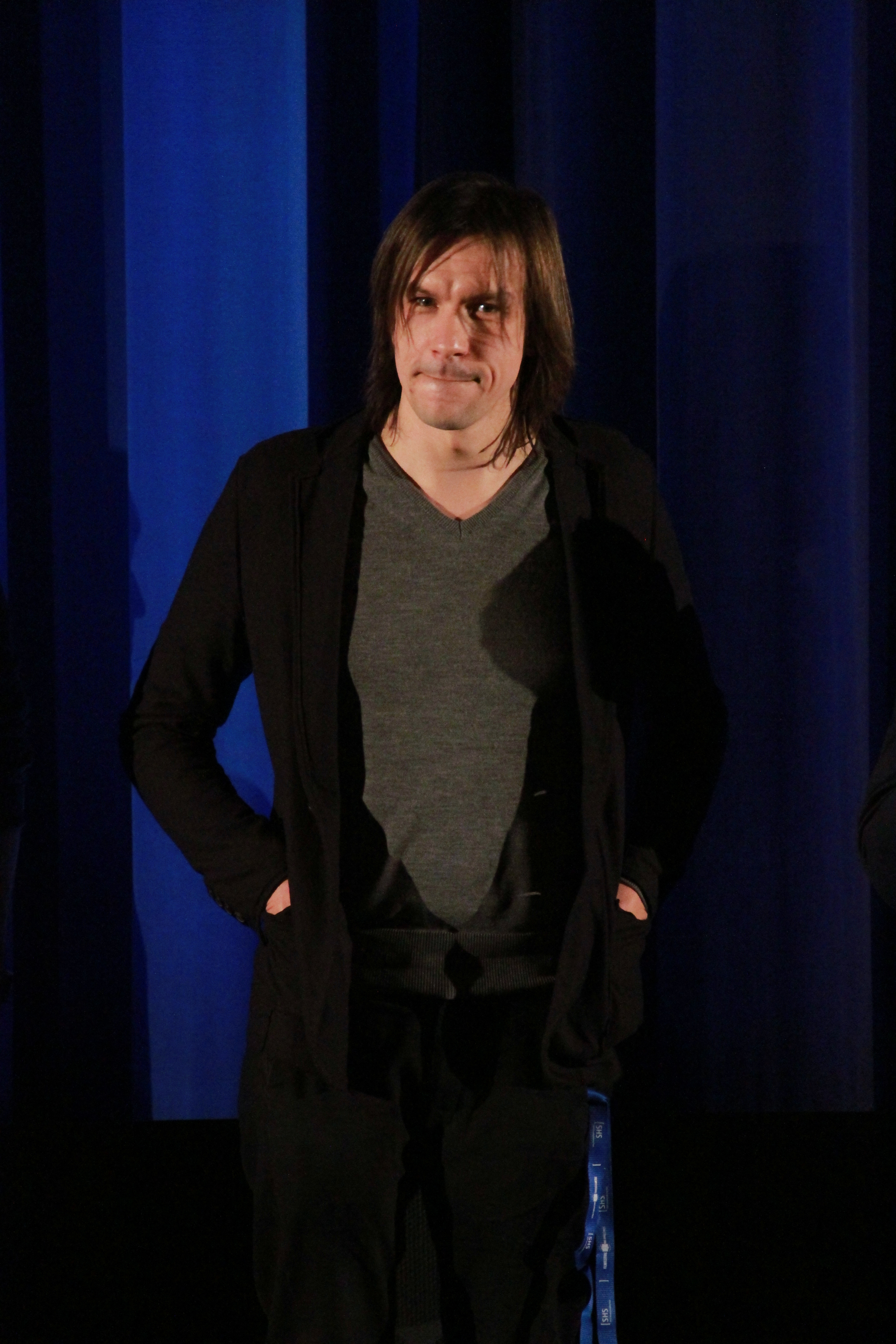
Andreas Köhler

Andreas Köhler (* 1974 in Wernigerode) ist ein deutscher Kameramann, Filmregisseur und Drehbuchautor.

## Biografie
Andreas Köhler absolvierte zunächst im Zeitraum 1994–1998 ein Jurastudium an der Universität Potsdam, bevor er an der FH Dortmund 2001 ein Studium der Film- und Fernsehkamera aufnahm und 2006 mit einem Diplom abschloss. Für seinen 2001 entstandenen Film Curiosity kills the Cat erhielt er 2001 den Jugendvideopreis Sachsen-Anhalt. Der im 4. Semester an der ifs entstandene Kurzfilm Die Unsichtbare beruht auf einer Kurzgeschichte von Alberto Moravia. Angela Roy spielte die Titelrolle einer Frau, die erst im Tod erkennt, dass sie für ihren Mann unsichtbar war. Als Abschlussfilm im Fach Kamera an der FH Dortmund präsentierte Köhler 2005 den Film Stillleben. Zwei Schwestern kehren nach Jahren ins Haus ihrer Eltern zurück, nachdem der Vater Selbstmord begangen hat und die Mutter nicht mehr leben will. Das hat verhängnisvolle Folgen.
Für Niko von Glasows Dokumentarfilm NoBody’s Perfect, der sich mit Menschen beschäftigt, die durch Contergan geschädigt wurden, und 2009 mit dem Deutschen Filmpreis in der Kategorie „Bester Dokumentarfilm“ ausgezeichnet wurde, stand Köhler ebenso hinter der Kamera wie zuvor für Stillleben (2006) und Pietas (2007), die beide für den deutschen Kamerapreis nominiert waren. Weitere Produktionen, an denen Köhler beteiligt war, waren die Kinofilme Maria an Callas (2006), Code 21 (2008) und Sascha (2010). Der Kritiker Rainer Tittelbach hielt den Filmbeitrag Kado für Code 21 von Melanie Andernach und Köhler für den „versiertesten“. Er zeige, „wie sich die seit dem 11. September gesteigerte Angst vor dem Fremden (‚Sah der Mann nicht arabisch aus?‘) zum Horror auswachsen“ könne.
Für die Reportage Hier und Heute: Der Kohlenmann (2012), die einen Kohlehändler auf seiner letzten Tour durch seine Heimatstadt begleitet, wurde Köhler mit dem Deutschen Kamerapreis ausgezeichnet. Die Jury begründete das wie folgt: „Andreas Köhler gelingt es, mit seiner Kamera die reduzierte Lebenswelt des ‚Kohlenmanns‘ authentisch einzufangen, ohne ihn in seiner Würde zu verletzen. Gerade durch die Beschränkung auf die natürlich vorhandenen Mittel, was Licht und Kameratechnik angeht, etabliert er eine eigene Bildsprache, die überzeugend durch den Film führt.“
Für den 2015 veröffentlichten Spielfilm Wir Monster stand Köhler an der Kamera. Der Film thematisiert die Trennung eines Paares, gespielt von Mehdi Nebbou und Ulrike C. Tscharre, die nicht nur für deren von Janina Fautz verkörperte pubertierende Tochter Sarah eine Lawine ins Rollen bringt, die sich verselbstständigt. Für die überwiegend im Kloster spielende Tragikomödie Schwester Weiß mit Željka Preksavec und Lisa Martinek von 2015 arbeitete Köhler ebenso wie in dem Kinospielfilm Sascha erneut mit Dennis Todorović zusammen. Der Film hat die Themen Trauer, Glauben und Vergebung zum Inhalt.
Für die gemeinsame Arbeit mit der Ifs-Absolventin Melanie Andernach in dem Film Global Family (2018) wurde Köhler der Filmfestival Max Ophüls Preis in der Kategorie „Bester Dokumentarfilm“ zugesprochen. In der Jury-Begründung heißt es unter anderem: „Wenn ein Dokumentarfilm ein gesellschaftlich hochrelevantes Thema behandelt, das er über seine Protagonisten so entwickelt, dass den Zuschauern ein Ausbrechen aus einer Empathie unmöglich macht, dann ist den Filmemachern etwas gelungen, was man allgemeinhin von einem guten Spielfilm erwartet.“ Der Film setzt sich mit dem zukünftigen Schicksal von Menschen auseinander, die ihre Heimat verlassen – aus welchen Gründen auch immer.
Für den Dokumentarfilm Dark Eden – Der Albtraum vom Erdöl arbeitete Köhler erneut mit Melanie Andernach, die den Film produzierte, zusammen. Erzählt wird die Geschichte der kanadischen Stadt Fort McMurray, wohin Menschen aus der ganzen Welt kommen, immer auf der Suche nach dem schnellen Geld, die Gefahren ignorierend, die von dem mit giftigen Chemikalien aufgekochten Sud ausgeht, der in einem riesigen künstlichen See landet.

## Filmografie (Auswahl)
- 2001: Curiosity kills the Cat (Kurzfilm; auch Regie)
- 2002: Die Harmonie der Welt (Kurzspielfilm)
- 2003: Klee – Über mir die Sterne (Musikvideo)
- 2004: Die Unsichtbare (Kurzspielfilm)
- 2005: Schicksalsliebe (Kurzfilm)
- 2005: Stillleben (Kurzspielfilm; auch Autor)
- 2005: Ludmilla (Dokumentarfilm)
- 2006: Maria an Callas (2. Kameramann)
- 2007: Pietas (Spielfilm)
- 2008: Code 21 (Fernsehfilm, Segment Kado, auch Regie und Drehbuch)
- 2008: NoBody’s Perfect (Dokumentarfilm)
- 2008: Grenze (im Kamerateam)
- 2009: Tales of the Defeated (Dokumentar-Kurzfilm)
- 2010: Eines Tages…
- 2010: Zeche is nich – Sieben Blicke auf das Ruhrgebiet 2010 (Episode: Die Anden des Ruhrgebiets)
- 2010: Sascha (Sasha)
- 2013: Schnitzel und Dolmades (Videofilm)
- 2013: Wer ist Thomas Müller? (Dokumentarfilm)
- 2014: Schnee von gestern (Dokumentarfilm)
- 2014: Tour du Faso (Dokumentarfilm)
- 2015: Wir Monster
- 2015: Schwester Weiß
- 2016: Haymatloz – Exil in der Türkei (Dokumentarfilm)
- 2016–2018: Friesland (Fernsehreihe)
  - 2016:  Klootschießen
  - 2017:  Krabbenkrieg
  - 2018:  Schmutzige Deals
- 2017: 1000 Arten Regen zu beschreiben
- 2018: Global Family (Dokumentarfilm; Regie, Drehbuch, Kamera)
- 2018: Dark Eden – Der Albtraum vom Erdöl (Dokumentarfilm)
- 2019: Der Koch ist tot (Fernsehfilm)
- 2019: Helen Dorn: Nach dem Sturm
- 2020: Helen Dorn: Atemlos
- 2020: Stralsund: Blutlinien
- 2020: Kein einfacher Mord
- 2020: Letzter Aufruf BER – der lange Weg zum Berliner Flughafen
- 2021: Westwall (Fernsehserie)
- 2022: Geborgtes Weiß
- 2023: Bonn – Alte Freunde, neue Feinde (Fernsehserie)
- 2023: Deutsches Haus (Fernsehfünfteiler)
- 2024: Tatort: Cash
- 2024: Mord auf dem Inka-Pfad (Fernsehvierteiler)
- 2025: Tatort: Herz der Dunkelheit
- 2025: Tatort: Abstellgleis

## Auszeichnungen
- 2001: Jugendvideopreis Sachsen-Anhalt für den Film Curiosity kills the Cat

Camerimage
- 2004: Nominiert für die Golden Tadpole mit dem Film Die Unsichtbare
- 2006: Nominiert für den Deutschen Kamerapreis mit dem Film Stillleben
- 2007: Nominiert für den Deutschen Kamerapreis mit dem Film Pietas
- 2012: Auszeichnung mit dem Deutschen Kamerapreis für die Reportage Hier und Heute – Der Kohlenmann
- 2019: Auszeichnung beim Filmfestival Max Ophüls für den Film Global Family in der Kategorie „Bester Dokumentarfilm“